# 今泉泰幸
今泉 泰幸（いまいずみ やすゆき、1971年7月12日 - ）は、日本の歌手、ラジオパーソナリティ。バンド「スキップカウズ」のメンバーである。愛称はイマヤス。千葉県出身。
ハスキーボイスが特徴。
酒好きなイマヤスは、酔いつぶれる寸前の酔い方を煮えると表し、酒に酔うのではなく、煮えんべぇと言う、
バンド活動以外でもラジオDJとしても活動しており、深夜の放送ではオブラートに包んだソフトかつストレートなエロトークで多くのリスナーに支持されている。
また、リスナー参加型の放送にも力を入れており、リスナーの支持を集めている。

## 出演

### テレビ

#### 現在
- Midnight女子会Z（BSスカパー!、2017年 - ）- ナレーション

#### 過去
- チャンネル生回転TV Midnightザップ!（BSスカパー!）2014年10月-2015年3月までは、火、水、木曜MC、2015年4月から2016年3月まで月曜MC

### ラジオ

#### 現在
- FRIDAY PUNCH★（FM FUJI）
- イマヤスの第三HENTAI（栃木放送）
- HAPPYパンチ!（LuckyFM茨城放送）  水曜日担当パーソナリティ
- 四畳半エメラルド supported by ReNY（FMヨコハマ）

#### 過去
- ON8 イントロDJ（bayfm）
- MOZAIKU NIGHT～No.1 Music Factory～ 火曜（bayfm）
- BAY LINE 7300（bayfm）
- MOZAIKU NIGHT 水曜（bayfm）
- スキップカウズイマヤスのオールナイトニッポン（ニッポン放送）水曜一部
- 土曜ワラッター（青森放送）
- K-mix New Year Special イマヤスのお正月サミット（k-mix）
- ガンガン☆トラベル（FM8局ネット番組）
- 日曜から推C事（FMヨコハマ）